# ゲイ向けゲーム
ゲイ向けゲーム（ゲイむけゲーム）とは、男性同士の恋愛やセックスの表現があるパソコンゲームの中でも、従来の「やおい」と呼ばれる女性を対象とした物とは違い、男性同性愛者（ゲイ）を対象としたパソコンゲームを指す。
「やおい」を含めた通常のアダルトゲームの大半は大型電気店やソフト販売店で購入できるが、ゲイ向けのゲームは大型店で扱われる事は少なく、主な販売先はゲイ向けのアダルトショップや通信販売が多い。
近年ではコンシューマ向けゲームを発売するエコールソフトウェアも同社初の成人向けソフトとして発売している。
2015年、アメリカの大学生活を題材としたゲイ向け恋愛シミュレーションゲーム"Coming Out On Top"が発売され、日本では『炎多留』以来のゲイ向け作品として注目された。

## 主要メーカーと作品
GAS
- 恋愛SLG - 『graduation』
- 調教SLG - 『Abdiel』
- 恋愛&調教SLG・RPG - 『King of Beast』
- ♂×♂ラブコメディADVゲーム - 『淫魔21世』

たるたるもにゃ〜（T&M）
- 恋愛ADV＆SLG - 『炎多留』
- 恋愛ADV＆SLG - 『炎多留Ⅱ 魂 Soul』
- 恋愛ADV＆SLG - 『炎多留Ⅲ 潮 -USHIO-』

GIZMO（エコールソフトウェア）
- 恋愛SLG&ADV - 『COX-BAX』

UNDERGROUND CAMPAIGN
- ミステリーADV - 『ウツロガミ』
- 恋愛ADV - 『家、建てます!』
- 恋愛ADV - 『俺と魔法の恋人』
- ミステリーADV - 『忘我境界』
- 恋愛シミュレーション - 『忘我境界 カンマの庭』
- 恋愛ADV - 『海専山専』
- 恋愛ADV - 『流星号に乗って』

四畳半的生活
- 恋愛シミュレーションゲーム - 『Ultimate Factory』
- 恋愛シミュレーション - 『忘我境界 カンマの庭』
- UF麻雀
- かてきょ!

Rycanthropy
- 脱衣アクション - 『G-Case』
- 脱衣パズル - 『LOOPS』

ム印ラボ
- 恋愛ADV - 『Close to you』
- 恋愛ADV - 『Work worth』
- 恋愛ADV - 『カンリカ!!』
- 恋愛ADV - 『勿忘草』
- 恋愛ADV - 『通販王』
- 恋愛ノベル - 『東京ふたり暮らし。』

Dudedle Studio
- 脱衣弾幕STG - 『シュガー★シューター』
- アクション - 『ぶっかけぱーてぃ 〜ヌレヌレユニフォーム〜』